# Phaonia deleta
Phaonia deleta este o specie de muște din genul Phaonia, familia Muscidae. A fost descrisă pentru prima dată de Stein în anul 1898. Conform Catalogue of Life specia Phaonia deleta nu are subspecii cunoscute.